# Christophe Dominici

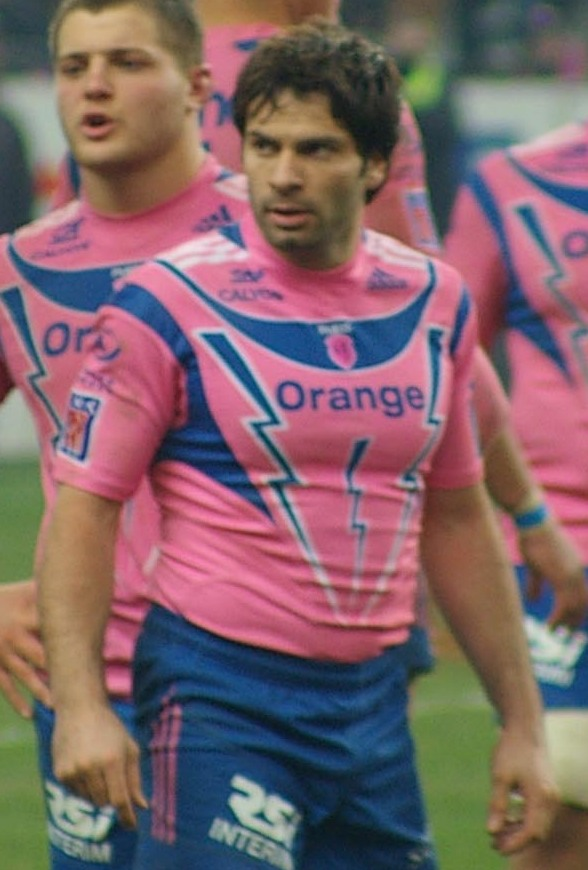
Christophe Dominici

Christophe Dominici, född 20 maj 1972 i Toulon i Var, död 24 november 2020 i Saint-Cloud i Hauts-de-Seine, var en fransk rugbyspelare, som spelade för Stade Français i den franska högstadivisionen Top 14. Dominici spelade flera matcher för det franska landslaget och deltog i tre världsmästerskap.